# 掌中の一羽は叢中の二羽に値する
掌中の一羽は叢中の二羽に値する（しょうちゅうのいちわはそうちゅうのにわにあたいする、英: A bird in the hand is worth two in the bush.）は、英語のイディオム。

## 概要
「掌中の一羽は叢中の二羽に値する」は、不確実な物を取るよりも、確実に入手できる小さな利益を取る方が賢明であるという意味であり、リスクを避ける堅実さを表す諺である。
諺の中でも非常に古く、13世紀のラテン語に由来する。